# Rastislav Velič
Rastislav Velič (* 1973) je slovenský podnikatel. Od roku 1999 působí ve skupině Arca Capital, od roku 2018 je v ní předsedou představenstva a majoritním akcionářem.
Dne 11. května 2021 vyhlásil Městský soud v Praze úpadek Arca Investments. Téměř 1900 věřitelům dluží 19 miliard korun. Jde tak o největší krach v České republice od 90. let 20. století.

## Život
Velič absolvoval Ekonomickou univerzitu v Bratislavě, kde vystudoval účetnictví a audit. Ve skupině Arca Capital působí od roku 1999 – měl na starosti oblast finančnictví, realit, akvizičních aktivit a řízení investičních fondů. V roce 2014 se stal partnerem investiční skupiny s 20procentním podílem.
Důvěryhodnost zakladatele skupiny Pavola Krúpy v roce 2018 zpochybnila Česká národní banka, a to kvůli jeho správním deliktům s milionovými pokutami souvisejícími s Arcou. Téhož roku se stal Velič předsedou představenstva a majoritním akcionářem skupiny, postupně ovládl 60 procent akcií.
Dne 11. května 2021 vyhlásil Městský soud v Praze úpadek Arca Investments. Téměř 1900 věřitelům dluží 19 miliard korun. Jde o největší krach v České republice od 90. let 20. století.
Mezi největší věřitele Arcy patří např. fond Nova Money Market nebo Wiener Privatbank. Směnku za 100 miliónů korun koupilo také Arcibiskupství olomoucké, více než 63 milionů korun investoval Syndikát novinářů ČR. Téměř 16 milionů korun do Arcy údajně investovala manželka bývalého slovenského premiéra Igora Matoviče.